# メリッリ
メリッリ（イタリア語: Melilli, シチリア語: Miliddi）は、イタリア共和国シチリア州シラクーザ県にある、人口約14,000人の基礎自治体（コムーネ）。

## 地理

### 位置・広がり

#### 隣接コムーネ
隣接するコムーネは以下の通り。
- アウグスタ
- カルレンティーニ
- プリオーロ・ガルガッロ
- シラクーザ
- ソルティーノ

## 行政

### 分離集落
メリッリには、以下の分離集落（フラツィオーネ）がある。
- Città Giardino, Marina di Melilli, Villasmundo